# 1,1'-ビ-2-ナフトール
1,1'-ビ-2-ナフトール (BINOL)は、遷移金属触媒を用いた不斉合成にしばしば用いられる有機化合物である。BINOLは軸不斉を持つため、二つの光学異性体があり、それらは光学分割することができ、通常、ラセミ化は起こらない。各々の光学異性体の比旋光度は+/- 35.5(c 1, THF)である。BINOLは重要な不斉配位子であるBINAPの原料でもある。

## 合成方法
BINOLを合成すること自体はそれほど難しくは無いが、それぞれの光学異性体を分離するのは困難である。
例えば、BINOLのラセミ体は2-ナフトールから塩化鉄(III)を酸化剤として用いて合成することができる。反応は、2-ナフトールのヒドロキシ基で鉄と錯体を生成した後に、2-ナフトールの環がラジカル的にカップリングすることで起こる。この際、鉄は3価から2価へと還元される。
また、(S)-BINOLは、塩化銅(II)と(+)-アンフェタミンを用いた2-ナフトールの不斉酸化カップリングによって直接作ることができる。

光学活性なBINOLはラセミ体のBINOLの光学分割によっても得ることができる。ひとつの例として、シンコニジンから誘導されるキラルな第四級アンモニウム塩であるN-ベンジルシンコニジニウムクロリドと、結晶性の包接化合物を形成させる方法がある。BINOLのS体の包接化合物はアセトニトリルに溶解するのに対して、R体は溶解しないことから、それぞれを分離することができる。
もうひとつの方法は、BINOLをペンタン酸クロリドの様なカルボン酸塩化物と反応させてジエステルとした後に、ウシ膵臓由来のコレステロール エステラーゼの様な酵素を加える方法である。S体のジエステルのみが加水分解し、R体は加水分解しないため、二つを分離することができる。
また、キラルな固定相を持つHPLCを使って分離することもできる。

## BINOL誘導体
BINOL誘導体はBINAPなど多くの種類がある。そのうちAlLibis(binaphthoxide) (ALB)と呼ばれる化合物は水素化アルミニウムリチウムとBINOLの反応によって合成される。
シクロヘキセノンやマロン酸ジメチルとともに不斉マイケル付加（英語版）に利用されている。